# كالفين بوتير
كالفين بوتير (بالإنجليزية: Calvin Potter)‏ هو سياسي أمريكي، ولد في 3 نوفمبر 1945. حزبياً، نشط في الحزب الديمقراطي. وقد انتخب كعضو جمعية ولاية ويسكونسن وانتخب كعضو مجلس ولاية ويسكونسن.